# Стефан
Стефан је мушко име грчког порекла; женски облик имена је Стефанија.
Долази од грчке речи Stephanos  што значи "венац, круна". Стефанос (грч. Στεφανοσ) на грчком језику значи „онај који је крунисан, који је овенчан“.

## Име у различитим језицима
Појављује се у разним народима и језицима, првобитно као 
Стефанос (грчки: Στέφανος).
У индоевропским језицима је 
Стефан (срп: Стефан, буг: Стефан, рум: Ștefan, укр: Стефан, пољ: Stefan, нем: Stefan и Stephan, дан: Stefan и Stephan и хол: Stefan), Стефано (итал: Stefano) и 
Стефанус (хол: Stefanus). Поред тога, појављује се и 
Степан (рус: Степан, укр: Степан, срп: Степан), 
Стјепан (срп: Стјепан, хрв: Stjepan) и 
Степонас (лит: Steponas).
У западној Европи се често јавља и варијанта 
Стивен (нпр. енгл: Steven и хол: Steven) и Стеван (срп: Стеван), док је код Шпанаца то 
Естебан (шпан: Esteban и фил: Esteban), a код Француза Етјен (франц: Étienne).
Јављају се и варијанте са тврђим гласом: 
Штепан (чеш: Štěpán), 
Штефан (слч: Štefan), 
Штефен  (нем: Steffen, дан: Steffen и Stephen) и 
Шћепан (црн: Šćepan и пољ: Szczepan). 
Код Турака је ово име добило облик 
Иштефанос (тур: İstefanos), а код Мађара 
Иштван (мађ: István).

## Варијације имена
Варијације имена:
- код Срба: Стеван, Стева, Стево, Стевица, Степа;
- код Хрвата: Стјепан, Стипан, Стипе;
- код Мађара: Иштван (Пишта) (Pista);
- код Енглеза: Стивен, Стив (Steven, Steve);
- код Шпанаца: Естебан (Estebán);
- код Француза: Етјен (Étienne).

## Име Стефан
Име Стефан носили су многи краљеви: енглески, мађарски, српски и пољски. 
По Стефану Немањи, сви краљеви династије Немањић су свом имену додавали име Стефан: 
Стефан Немања II, српски велики жупан и владар
Стефан Радослав,
Стефан Владислав,
Стефан Урош I,
Стефан Драгутин,
Стефан Урош II Милутин,
Стефан Урош III,
Стефан Урош IV Душан, и 
Стефан Урош V.
Десеторица католичких папа је носило ово име: 
Стефан I (папа), 
Стефан II (папа), 
Стефан III (папа), 
Стефан IV (папа), 
Стефан V (папа), 
Стефан VI (папа), 
Стефан VII (папа), 
Стефан VIII (папа), 
Стефан IX (папа), и 
Стефан X (папа).

### Празник
У неким земљама се веома много придаје личном имену и обичај је да се прославља дан свеца по коме је особа добила име. Тако свака особа има два пута у току године да приређује славље у своје име: рођендан и имендан. Грци обележавају имендан за Стефана сваког 27. децембра
. 
Мађарски имендани су 3. августа, 16. августа, 20. августа, 2. септембра, 7. септембра и 26. децембра.
Код Срба се слави више светаца који носе име Свети Стефан: Стефан Првомученик - Стевањдан 9. јануара (27. децембра по јулијанском календару) и Стеван Ветровити 15. августа, и Стефан Урош III Дечански - Мратиндан 24. новембра. Оба су породичне славе.

### Презимена
Многа презимена су произашла из овог имена, као што су: српска Стефановић, Стевановић, Стевић, британска Стивенс (Stevens) и Стивенсон (Stevenson).

### Топоними
У Црној Гори постоји острво Свети Стефан, једна од туристичких атракција.

## Познате личности

### Грци
- Стефан Првомученик, архиђакон

### Срби
Стефан:
- Стефан Војислав, српски кнез
- Стефан Немања, родоначелник Немањића, светац и српски велики жупан
- Стефан Немања II, српски велики жупан и владар
- Стефан Лазаревић, српски деспот
- Стефан Бранковић, српски деспот
- Стефан Владислав II, српски краљ
- Стефан I Котроманић, босански бан
- Стефан II Котроманић, босански бан
- Стефан Твртко I, српски краљ
- Стефан Дабиша, српски краљ
- Стефан Твртко II, српски краљ
- Стефан Томаш, српски краљ
- Стефан Томашевић, српски краљ
- Стефан Вукчић Косача, српски херцег
- Стефан Бериславић, српски деспот у Угарској
- Стефан Штиљановић, српски деспот у Угарској

Стеван:
- Стеван Сремац, српски писац
- Стеван Синђелић, велики војсковођа
- Стеван Мокрањац, композитор, хоровођа и педагог
- Стеван Јаковљевић, писац, ботаничар

### Енглези
- Стивен Енглески, енглески краљ.
- Стивен Хокинг, физичар.
- Стивен Колинс, глумац.

### Американци
Стивен:
- Стивен Спилберг, амерички режисер јеврејског порекла.
- Стивен Кинг, писац.

Стив:
- Стив Мартин, глумац.
- Стиви Вондер, музичар.

### Мађари
- Гроф Сечењи Иштван (gróf Széchenyi István), „највећи Мађар”
- Тиса Иштван (Tisza István), политичар, министар
- Бетлен Иштван (Bethlen István), ердељски вођа и револуционар
- Свети Стефан (Иштван) (Szent István vértanú) први мађарски краљ, хришћанин
- Свети Стефан Мађарски (Szent István vértanú), мађарски краљ
- Иштван II (II István), мађарски краљ
- Иштван III (III István), мађарски краљ
- Иштван IV (IV István), мађарски краљ
- Иштван V (V István), мађарски краљ

### Остали
- Преподобни Стефан
- Преподобни Стефан, епископ владимирски
- Свети Стефан, епископ пермски
- Свети Стефан, патријарх цариградски
- Стефан (изабрани папа)
- Стефан (Stephen of Armenia), маршал Јерменије
- Иван Стефан (Ivan Stephen of Bulgaria), бугарски цар
- Штефан Велики (Ştefan cel Mare şi Sfânt), молдавски принц